# Yann Berriet
 (décembre 2019).
Yann Berriet, né le 13 novembre 1931 à Casablanca et mort le 13 juin 1977 à Paris, est un créateur et réalisateur audiovisuel français, pionnier de la multi-projection d'images fixes.
Militant socialiste, sympathisant du Centre d'études, de recherches et d'éducation socialiste, il est à l’origine de la création de l’emblème socialiste Le Poing et la rose.

## Biographie

### Communication Audiovisuelle
Diplômé d’HEC, il travaille 10 ans dans  la communication. Il y exerce les métiers de graphiste, concepteur-rédacteur et informaticien. Il crée à Paris, en 1964, avec Pierre Leblanc, la société Communication audiovisuelle.
Il développe une approche de la communication de groupe dans plusieurs domaines : information, promotion, relations humaines, politique. Il met en œuvre des outils techniques (diapositives, cinéma, vidéo), mais aussi une dynamique de groupe, basée sur la créativité et la sémantique générale.
Défenseur de la diapositive, alors considérée « parent pauvre », il recherche sa propre écriture audiovisuelle. Il exploite les ressources de la diapositive sonorisée. Dans la lignée des Marshall McLuhan et Pierre Schaeffer, il veut « découvrir d’autres lignes de partage » et faire de l'audiovisuel quelque chose de plus qu'un arsenal de moyens techniques.
Il lance la multi-projection d'images fixes, entouré d’une jeune équipe, avec Jean-René Gomard, Jean-Marc Froment, Gilles Maddalena, Emmanuel Pairault, Colette Valette. Il conçoit et réalise des programmes et spectacles audiovisuels pour de grandes entreprises et des institutions.
La Terre, présentée en 1971 au Salon de l’agriculture par le Crédit agricole, sera suivie d'une collaboration avec la Caisse Nationale du Crédit Agricole et son responsable de la communication, Didier Blaque-Belair. Les caisses régionales du Crédit agricole confient à Communication audiovisuelle plusieurs réalisations, axées sur le terrain local et les évolutions culturelles et sociales.
L'Acier des Rêves est créé pour l’Office technique pour l'utilisation de l'acier (OTUA). Il effectue bien d’autres réalisations pour Esso Standard, le Club Méditerranée, la Compagnie internationale pour l'informatique (CII), Saint-Gobain, les Ciments Lafarge, le Groupe Thomson, etc.
Il est le père de l'artiste Emmanuel « Mâa » Berriet, explorateur logiciel, créateur d’œuvres numériques immersives et interactives avec le logiciel qu’il a imaginé AAAseed.

### Engagement politique,Le Poing et la Rose
Homme de gauche, il milite en 1969 à la Fédération de Paris, dirigée par le Centre d'études, de recherches et d'éducation socialiste (CERES), après la création du « nouveau » Parti socialiste. Dans le groupe CERES, il se lie d’amitié avec Georges Sarre, et le responsable de la propagande de la Fédération de Paris, Paul Calandra. Il est chargé par Paul Calandra, d’étudier un emblème plus moderne que les trois flèches de la SFIO, dont le CERES veut se démarquer.
Il confie la recherche créative à un graphiste : Marc Bonnet, travaillant pour Communication Audiovisuelle. Marc Bonnet propose trois projets graphiques, représentant un poing fermé tenant une ou plusieurs fleurs. Celui du poing à la rose, est choisi par la direction de la Fédération de Paris. La version originale de la maquette, non retouchée, est reproduite sur 10 000 affiches placardées dans Paris début 1970. Sur elles, figure le nom de l'imprimeur. Des militants contactent l'imprimeur, d'autres fédérations reprennent spontanément les visuels des affiches. Le Parti Socialiste envisageait la création d’un nouveau logo, et ne peut que constater l'adoption générale du Poing et la Rose. Un certain nombre de partis étrangers finiront par l'adopter officiellement après le Congrès d'Épinay, à l'automne 1971,.
Membre à partir de 1972 de la Commission Propagande du Parti Socialiste, dont Georges Sarre est le secrétaire national, il participe à la campagne de l'élection présidentielle en 1974 avec, parmi les autres militants de la Commission, Georges Beauchamp, Jean-Pierre Audour, Francis Sorin, Joseph Daniel, Guy Vadepied, Patricio « Pablo » Valenzuela et Evelyne Soum, qui fut la compagne de Yann Berriet.
Il rejoint en 1972 l'association Les Gens d'images, fondée en 1954 par Albert Plécy, Raymond Grosset et Jacques-Henri Lartigue. Il participe aux Journées des Gens d'images à Porquerolles en 1973 et 1974. Membre du comité directeur, il contribue au projet d'Ile Lumière. Sa dernière intervention porte sur l'enjeu des images pour la formation, lors des Entretiens de l'Image au Museum d'histoire naturelle, en mars 1977.

### Réalisations culturelles
Graphiste, photographe, musicien, Yann Berriet crée des spectacles et documentaires audiovisuels pour des événements destinés au grand public. Il réalise, pour le Paris Populi de Francis Lemarque, un spectacle de diapositives avec six projecteurs, devant lequel chante Francis Lemarque accompagné de ses musiciens. 
Il participe à la conception de l'exposition Origines de l'Homme, dont Yves Coppens est le commissaire et réalise le programme audiovisuel projeté au musée de l’Homme pendant toute la durée de l'exposition, de novembre 1976 à 1978.
Le spectacle Lumière noire, rencontre des cultures africaines et européennes, créé pour le stand de la France au festival de Lagos (FESTAC 77), est présenté au musée Galliera lors du Festival d'Automne de Paris la même année.

## Publications
- Yann Berriet, Plaidoyer pour une parente pauvre : la diapositive, dans Les Cahiers de la Publicité, N° 12, novembre-décembre 1964, p. 62-67.
- Yann Berriet et Pierre Leblanc, L’audiovisuel et l’entreprise, dans Relations Publiques Actualités, Paris : Editions Technique Relations, 1968.